# Leptonema madagascariense
Leptonema madagascariense är en nattsländeart som beskrevs av Georg Ulmer 1905. Leptonema madagascariense ingår i släktet Leptonema och familjen ryssjenattsländor. Inga underarter finns listade i Catalogue of Life.